# 더 코퍼레이션 (프로레슬링)
더 코퍼레이션(The Coportation)은 1998년 11월부터 1999년 4월까지 활동하던 WWE의  권력형 악역 스테이블이다. 디 오소리티의 '전신'이라 해도 무방하다. 구성원은 빈스 맥맨 회장, 셰인 맥맨, 트리플 H, 더 락,
차이나, 피트 가스, 로드니, 조이 앱스, 빅 쇼, 캔 솀락, 테스트, 케인, 팻 패터슨, 제럴드 브리스코, 서전 슬로터이다.
발족으로는 1998년 11월 16일에 빈스 맥마흔이 WWF의 제어를 보다 더 확실하게 하고, 스티브 오스틴과 같은 반항적인 선수들을 제거하기 위해 창립을 했다.
커미셔너 직에는 서전트 슬로터, 수행원들로는 제럴드 브리스코와 팻 패터슨, 경호 직에는 빅 보스 맨, 캔 솀락, 테스트 등을 두었다. 1998년 서바이벌 시리즈에서 에 토너먼트 결승에서 만난 믹 폴리와의 대결 막바지에 샤프 슈터가 나왔고, 믹 폴리는 항복하지 않았는데 맥맨 부자가 멋대로 경기를 끝내고, 더락의 승을 인정해준 것으로 당시 최연소 기록인 26살에 WWF 챔피언에 오르게 된다 그때문에 해체됐다.

## 같이 보기
- 디 오소리티